# Fabiano Fontanelli
Fabiano Fontanelli (Faenza, 24 april 1965) is een Italiaans voormalig beroepswielrenner. Zijn specialiteit was de sprint, met vier etappezeges in de Ronde van Italië. Hij was ook sterk in het voorjaarswerk.

## Doping
In september 1996 leverde hij al eens een positieve plas in, die was afgenomen tijdens de Amstel Gold Race op 27 april dat jaar. Hij kreeg een schorsing opgelegd van zes maanden, omdat het de verhouding testosterone/epitestosterone niet klopte.
In 2001 kreeg hij een startverbod bij de Ronde van Vlaanderen, omdat zijn urine een te hoge hematocrietwaarde had. Hij moest urine inleveren voor een officiële dopingtest. Oud-kampioen Felice Gimondi, directeur van Mercatone Uno, verklaarde dat het salaris van hem werd bevroren in afwachting van het rapport over de gezondheidstest en de uitslag van de dopingtest.
Fontanelli was een van de laatsten die bij Mercatone Uno aan de zijde van Marco Pantani bleef staan voor diens overlijden in 2004. 
Na zijn actieve loopbaan werd Fontanelli ploegleider bij CSF Group-Navigare.

## Erelijst
1993
- 5e etappe Ronde van Polen

1995
- GP Pino Cerami
- 4e etappe Ronde van Luxemburg

1996
- GP La Marseillaise
- 3e etappe Ronde van de Middellandse Zee

1997
- 11e en 12e etappe Ronde van Langkawi
- 16e etappe Ronde van Italië

1998
- 16e etappe Ronde van Italië

1999
- Parijs-Camembert

2001
- 2e etappe Ronde van Asturië

2002
- Giro della Provincia di Lucca

## Resultaten in voornaamste wedstrijden
| Jaar | Ronde van Italië | Ronde van Frankrijk | Ronde van Spanje |
| ---- | ---------------- | ------------------- | ---------------- |
| 1989 | opgave           |                     |                  |
| 1990 | buiten tijd      |                     |                  |
| 1991 | 120e             |                     |                  |
| 1992 | 142e             |                     |                  |
| 1993 | 118e (1)         |                     | opgave           |
| 1994 | 68e              | opgave              |                  |
| 1995 | opgave           |                     |                  |
| 1996 | opgave (1)       |                     |                  |
| 1997 | 92e (1)          | opgave              |                  |
| 1998 | buiten tijd (1)  | 72e                 |                  |
| 1999 | opgave           |                     |                  |
| 2000 | 93e              | opgave              |                  |
| 2001 |                  |                     | opgave           |
| 2002 | 135e             |                     |                  |
| 2003 | 91e              |                     |                  |

| Jaar | Milaan-San Remo | Gent-Wevelgem | Ronde van Vlaanderen | Parijs-Roubaix | Amstel Gold Race | Luik-Bast.‑Luik | Ronde van Lombardije | Parijs-Tours | Rund um den Henninger-Turm |
| ---- | --------------- | ------------- | -------------------- | -------------- | ---------------- | --------------- | -------------------- | ------------ | -------------------------- |
| 1989 |                 |               |                      |                |                  |                 |                      |              |                            |
| 1990 | 25e             |               |                      |                |                  |                 |                      |              |                            |
| 1991 |                 |               |                      |                |                  |                 |                      |              |                            |
| 1992 |                 |               |                      |                |                  |                 |                      |              |                            |
| 1993 | 130e            |               |                      |                |                  |                 |                      |              |                            |
| 1994 | 8e              |               |                      |                |                  |                 |                      | 11e          |                            |
| 1995 | 6e              |               |                      | 26e            |                  |                 |                      |              | 11e                        |
| 1996 |                 | 43e           | 5e                   |                | 5e               | 5e              |                      |              |                            |
| 1997 | 46e             | 75e           |                      |                | 65e              |                 |                      |              |                            |
| 1998 |                 |               |                      |                |                  |                 |                      |              |                            |
| 1999 | 24e             |               | 31e                  |                |                  |                 |                      |              | 9e                         |
| 2000 | 46e             |               |                      |                | 29e              |                 |                      |              |                            |
| 2001 | 33e             |               |                      |                |                  |                 |                      |              |                            |
| 2002 |                 |               |                      |                |                  |                 | 25e                  |              |                            |
| 2003 |                 |               |                      |                |                  |                 |                      |              |                            |